# Jan Skórzyński
Jan Skórzyński (ur. 26 listopada 1954 w Warszawie) – polski historyk i publicysta, doktor habilitowany nauk społecznych, profesor nadzwyczajny Collegium Civitas.

## Życiorys
Studiował historię na Uniwersytecie Warszawskim, w 1981 obronił pracę magisterską, napisaną na seminarium Jerzego Holzera (Le Temps wobec faszyzmu włoskiego). W latach 1980–1981 był pracownikiem Biblioteki Uniwersytetu Warszawskiego, współpracował z Ośrodkiem Badań Społecznych NSZZ „Solidarność” Mazowsze. Został internowany 13 grudnia 1981 i osadzony w Białołęce, ale zwolniono go już 31 grudnia 1981. W latach 80. pracował w Przeglądzie Katolickim, w latach 1989–1990 w Tygodniku Solidarność, gdzie kierował działem historycznym, a w latach 1990–1992 w tygodniku Spotkania, jako zastępca redaktora naczelnego.
Od 1994 roku pracował w „Rzeczpospolitej”, był tam m.in. kierownikiem działu zagranicznego, w latach 2000–2005 I zastępcą redaktora naczelnego tej gazety, kierował też jej dodatkiem „Plus Minus”. Z „Rzeczpospolitej” został zwolniony przez Pawła Lisickiego w 2007.
Był redaktorem naczelnym słownika Opozycja w PRL. Słownik biograficzny 1956–89 (tom 1 (2000), t. 2 (2002), t. 3 (2006)), przygotowanego przez Ośrodek Karta. W latach 2007–2008 pracował w Biurze Edukacji Publicznej IPN, gdzie zajmował się dziejami opozycji demokratycznej, był członkiem rady nadzorczej wydawnictwa Presspublica, wydawcy „Rzeczpospolitej”. Od 2012 roku zatrudniony w Europejskim Centrum Solidarności. Jest redaktorem naczelnym pisma ECS-u "Wolność i Solidarność. Studia z dziejów opozycji wobec komunizmu i dyktatury". Od 2013 jest profesorem w Collegium Civitas. Pełni ponadto funkcję wiceprzewodniczącego Stowarzyszenia „Archiwum Solidarności”. Autor kilkudziesięciu artykułów naukowych i książek o najnowszej historii Polski. W 2009 obronił pracę doktorską w Instytucie Studiów Politycznych PAN. W 2013 uzyskał stopień doktora habilitowanego w dziedzinie nauk społecznych w zakresie nauk o polityce.
W 2015 jego książka pt. Krótka historia Solidarności 1980–1989 została nominowana do Nagrody Historycznej im. Kazimierza Moczarskiego.

## Życie prywatne
Syn Zygmunta Skórzyńskiego (1923–2018), socjologa i działacza społecznego, brat Piotra Skórzyńskiego (1952–2008), dziennikarza i publicysty, działacza opozycji politycznej w PRL, mąż Katarzyny Skórzyńskiej.

## Wybrane publikacje
- 18 dni Sierpnia (1990)
- Kalendarium Solidarności 1980–89 (wraz z Markiem Pernalem) (1990, 2005)
- Ugoda i rewolucja. Władza i opozycja 1985–1989 (1995)
- Opozycja w PRL. Słownik biograficzny 1956–89 (2000–2006)
- System Rywina, czyli druga strona III Rzeczpospolitej (2003)
- Od Solidarności do wolności (2005)
- Zadra. Biografia Lecha Wałęsy (2009)
- Rewolucja Okrągłego Stołu (2009)
- Siła bezsilnych. Historia Komitetu Obrony Robotników (2012)
- Krótka historia Solidarności 1980–1989 (2014)
- Na przekór geopolityce. Europa Środkowo-Wschodnia w myśli politycznej polskiej opozycji demokratycznej 1976–1989 (2014)
- Nie ma chleba bez wolności. Polski sprzeciw wobec komunizmu 1956–1980 (2017)
- Okrągły Stół. Wynegocjowany upadek PRL (2019)
- Polska PiS. Kronika lat 2015–2019 (2019)